# António Osório Sarmento de Figueiredo, Jr.
António Osório Sarmento de Figueiredo, Jr. (Santa Marta de Penaguião, Cumieira, 13 de Março de 1855 - Lisboa, 19 de Maio de 1935) foi um advogado, magistrado e político português.

## Biografia

### Filiação
Filho de António Osório Sarmento de Figueiredo, primo em segundo grau do 1.º Barão de Moimenta da Beira e 1.º Visconde de Moimenta da Beira e do 1.º Barão de Almeidinha, este pai do 2.º Barão de Almeidinha e 1.º Visconde de Almeidinha, e de sua mulher Elvira Lucinda Augusta Borges Peixoto, ambos de Santa Marta de Penaguião, Cumieira, e irmão gémeo mais velho de José Osório Sarmento de Figueiredo (Santa Marta de Penaguião, Cumieira, 13 de Março de 1855 - ?) e de Afonso Osório Sarmento de Figueiredo (Santa Marta de Penaguião, Cumieira, 25 de Junho de 1856 - ?).

### Formação
Formou-se em Direito pela Faculdade de Direito da Universidade de Coimbra em data desconhecida de 1878.

### Carreira Jurídica e na Magistratura
Foi Advogado e fez carreira na Magistratura, tendo sido Delegado do Procurador-Geral da Coroa. A bibliografia activa disponível corresponde è impressão dum recurso judicial.

### Casamento e descendência
Casou com Maria Ludovina de Sousa Horta Almeida e Vasconcelos, filha unigénita do primeiro casamento do 2.º Barão de Santa Comba Dão com sua prima-irmã, filha do 1.º Barão de Alvaiázere, e foi pai de António de Sousa Horta Sarmento Osório, que também foi Deputado, e de José de Sousa Horta Sarmento Osório.

### Carreira Política
Alinhado com o Partido Progressista, foi eleito Deputado pelo Círculo Eleitoral Plurinominal do Peso da Régua, em 1899, e pelo Círculo Eleitoral Plurinominal de Vila Real, em 1908. Integrou a Comissão da Marinha em 1909, e usou da palavra no Plenário Parlamentar apenas em três ocasiões. Na primeira Legislatura, cingiu-se a apresentar um Projecto de Lei em benefício dum Capitão de Cavalaria, a 26 de Março de 1900, e na segunda Legislatura, além da entrega de Requerimentos, Representações e Projectos de Lei para satisfazer interesses particulares, interveio no Plenário, a 25 de Maio de 1908, para dar conta dum telegrama enviado pela Associação Comercial de Vila Real sobre a crise do Rio Douro. António Osório Sarmento de Figueiredo, Jr. pediu, então, medidas urgentes, alertou para o perigo de alteração da ordem pública, e apoiou o pedido dos viticultores para o transporte gratuito do vinho nos caminhos-de-ferro do Estado e para a suspensão do imposto de consumo.

### Obra publicada
- As terras do Cacuaco [recurso de revista], Lisboa, 1902
- O Progresso do Norte, 10 de Fevereiro de 1905, p. 1